# Simo (Kwadungan)
Simo is een bestuurslaag in het regentschap Ngawi van de provincie Oost-Java, Indonesië. Simo telt 1382 inwoners (volkstelling 2010).